# Glympis truncatalis
Glympis truncatalis là một loài bướm đêm trong họ Erebidae.